# Gerald Gardner
Gerald Brusseau Gardner (13. června 1884 – 12. února 1964) byl anglický úředník, amatérský antropolog, spisovatel a okultista, který založil současnou tradici čarodějnictví Wicca, o níž také publikoval několik knih.

## Život
Narodil se v Crosby nedaleko Liverpoolu v Anglii do dobře situované rodiny, která žila především z obchodu se dřevem. Gardner po většinu svého života trpěl astmatem a proto ještě v mladém věku odcestoval do Asie, kde strávil velkou část svého života.
V roce 1908 se stal správcem kaučukové plantáže, nejprve na Borneu, později v Malajsii. Po roce 1923 pracoval v Malajsii jako vládní inspektor. Do důchodu odešel v roce 1936 ve věku 52 let. Publikoval práci Keris a jiné zbraně z Malajsie (1936) pojednávající o zbraních a magických praktikách jihovýchodní Asie.
Po svém návratu do Anglie se začal (zřejmě na radu lékaře) intenzivně věnovat naturismu a jeho zájem o okultismus se prohluboval. Ti, kteří jej znali uvnitř společenství čarodějů tvrdili, že věřil v silnou léčivou sílu opalování.
Publikoval dvě fiktivní práce A Goddess Arrives (1939) a High Magic's Aid (1949). Následovaly faktografické práce Witchcraft Today (1954) a The Meaning of Witchcraft (1959). Gardner si vzal ženu jménem Donna, která jej životem provázelo po celých 33 let, ale nikdy se neúčastnila jeho okultních aktivit. Její smrt nesl velmi těžce a začal opět trpět chronickým astmatem.
Zemřel v roce 1964 následkem infarktu na lodi na cestě z Libanonu. Pohřben byl v Tunisku.

## Wicca
Tvrdil, že v roce 1939 byl zasvěcen do tradice náboženského čarodějnictví, o které věřil, že je pokračováním evropského pohanství. Doreen Valiente, jedna z Gardnerových velekněžek později identifikovala ženu, která jej Gardnera, jako Dorothy Clutterbuckovou (V Knize Witches' Bible od Janet a Stewarta Farrarových). tato identifikace byla založena na Gardnerově vyprávění o ženě, kterou jmenoval jako Stará Dorothy. Ronald Hutton ve své práci Triumph of the Moon namítá, že gardnerova tradice čarodějnictví byla ve skutečnosti spíše inspirací členy roskruciánského řádu Crotona a zejména pak ženou známou pod magickým jménem Dafo. Tuto osobu později ve svých pracích identifikoval Philip Heselton jako Edith Woodford Grimes.
Dr. Leo Ruickbie ve své práci Witchcraft Out of the Shadows analyzoval dostupnou dokumentaci, že osobou, která sehrála klíčovou roli v Gardnerově pozdější inspiraci byl také Aleister Crowley. Ruickbie, Hutton a další tvrdí, že část z toho, co bylo z wiccanské praxe publikováno, pochází od Doreen Valiente, Aleistera Crowleyho a dalších zdrojů. Nicméně se zdá, že Crowley inspiroval Gardnera do značné míry nevědomky. Zakladatel Wiccy Gerald Gardner byl totiž zasvěcencem řádu Ordo Templi Orientis (OTO), odkud se znal s Crowleym a odkud také pochází například velká část wiccanského iniciačního rituálu třetího stupně. Tento obřad je odvozen z Crowleyho „Gnostické mše“, kterou Crowley napsal pro OTO v roce 1913.